# 柴岡三千夫
柴岡 三千夫（しばおか みちを）は、高知県宿毛市出身の日本の教育者。

## 人物
陸上自衛隊少年工科学校13期、日本体育大学体育学部卒業。1976年体育健康クラブ創設（後のタイケン学園）、「たくましさつくり理論」を提唱した。日本幼児体育協会専務理事。社団法人幼少年体育振興協会専務理事、全国の幼稚園・保育園約3200園の定期指導と巡回派遣事業を実施、国内最大の幼児体育指導団体に成長させた。当初から全国の幼稚園・保育園・スポーツ関連団体での幼児・子どもの指導に携わり、1976年より毎年実施している幼児体育健康教育講集会（旧・幼児体育指健康教育指導者講習会・研修会を含む）は、全国の幼稚園、保育園からその理論と実技について高い評価を得、同講習会の実行委員を兼任するかたわら主席講師としての後輩の指導に当たり、不毛であった幼児体育の概念をまとめ、組織化したことは現在に至るまで大きな実績をのこしている。柴岡三千夫自ら担当した講座として「知能の発達あそびの紹介」「知的な運動あそびと体操あそび」「運動あそび　個人遊びと集団」「手具を作ってその応用あそびと展開」「運動あそび」「実際例、けがをしないあそびいろいろ」「園での運動あそびの方向性とその実技講座」「保育の中で生かせるあそび方法」等、その講座開催数は数百に及ぶ。又、当時は全国の巡回派遣指導（正課体育や課外教室の指導）の行動力は学校関係者、若手指導者の理解を深め強い支持基盤を固めており、自身約3200園の指導実績を有している。そうした実績を活かし、学校法人・社会福祉法人・一般財団法人・公益財団法人といった様々な法人の経営、人材育成、研究に携わる。

## 略歴
1997年　東京にて学校法人タイケン学園を設置、理事長就任。その後各種専門学校（スポーツ系、動物系、保育系、医療系、観光系、語学系）を全国に開校他法人もグループとして吸収合併（以下、改と記載）し様々な業種事業部に携わる。
2006年　日本ウェルネス高等学校を開校、校長就任
2012年　茨城県利根町へ日本ウェルネススポーツ大学開学、同大学学長に就任
2015年　日本ウェルネス長野高等学校（当時日本ウェルネス高等学校信州筑北キャンパス）開校
　　　　ウェルネス保育園事業の全国展開を開始する。一般財団法人日本幼少年体育協会を公益財団法人に改組した。
2020年　宮城県東松島市に日本ウェルネス宮城高等学校開校
2022年　茨城県笠間市に日本ウェルネス高等学校開校
2023年　社会福祉事業へ参入。海外提携校17カ国45外国大学と連携。
2024年　社会福祉法人育誠会　デイサービスたきみ　改所
　　　　  学校法人まるさわ学園　こでまり幼稚園　改園
2025年　 学校法人長谷川学園　牛山幼稚園　改園
　　　　　学校法人日本文華学園　文華女子高等学校　改校

## 著作・書籍関連
- 1982年　  4月　『幼児体育指導教範』著作・発行
- 1982年　  6月　『幼児の鼓隊とマーチング』著作・編集・発行
- 1982年　  7月　『手遊びうた遊びゲーム遊び第一集』発行
- 1982年　  7月　『手遊びうた遊びゲーム遊び第二集』監修・発行
- 1982年　  7月　『たのしい合奏・幼児のポップス第一集』編著・発行
- 1983年　  3月　『手遊びうた遊びゲーム遊び第三集』著作
- 1983年　  7月　『たのしい合奏・幼児のポップス第二集』著作・編著・発行
- 1983年　  7月　『幼児体育基礎編』著作・発行
- 1987年　  4月　『幼児のための体操全集』編集・監修・発行
- 1989年　  2月　『うたってあそぼう』著作・発行
- 1989年　  2月　『とんでくぐってあそぼう』著作・発行
- 1989年　  2月　『はしってのびてあそぼう』著作・発行
- 1989年　  6月　『保育の創造』発行
- 1992年　  7月　『保育の中での運動遊び』発行
- 2006年　  3月　『幼児体育応用編』発行
- 2006年　  4月   『幼児体育指導者育成ＣＤ』作成・編集
- 2009年　  4月　『幼児体育指導者検定ＣＤ』新曲作成・再編集
- 2011年　  3月　『手遊びうた遊びゲーム遊び第一集』再監修・発行
- 2012年　  4月   『オリジナルリズム体操（第Ⅰ版）』再監修・発行
- 2012年　  7月　『幼児体育指導者検定公式テキスト2･3級』著作・発行
- 2013年　  4月　『鳴子の体操Ⅰ』（復刻・振付の改訂）
- 2013年　11月　『幼児体育指導者検定公式テキスト4･5級』著作・発行
- 2016年　  3月　『幼児の鼓隊とマーチング』再監修・発行
- 2020年　  7月　『なぜ必要か　少年工科学校の教育』著作・監修・発行
- 『幼児の心理と水泳指導』『幼児体育指導ハンドブック』